# Heliosciurus punctatus
Heliosciurus punctatus — вид гризунів родини Sciuridae. Зустрічається в Кот-д'Івуарі, Гані, Ліберії, Сьєрра-Леоне та, можливо, Гвінеї. Її природним середовищем існування є субтропічні або тропічні вологі низинні ліси.

## Характеристики
Це вивірка середнього розміру, яка досягає середньої довжини голови та тіла приблизно від 18,0 до 18,5 сантиметрів, довжини хвоста приблизно від 20 до 21 сантиметра та ваги приблизно від 110 до 255 грамів, в середньому близько 170 грамів. Задні лапи мають довжину від 37 до 50 міліметрів, а вуха — від 14 до 19 міліметрів. Самиws в середньому трохи більші та важчі за самців. Хутро на спині, боках та ногах тварин темно-коричневе з сірим та піщаним. Хутро довге та м'яке, волосся біля основи сепія-коричневе, потім коричневі та піщані смуги, а кінчик волосся чорний. Низ сірий, а внутрішній бік стегон темно-сірий. Хвіст порівняно довгий, становить 120 % довжини голови й тулуба. Він тонкий і має почергові темні та блідіші кільця, причому нижній бік хвоста світліший за верхній.

## Спосіб життя
Heliosciurus punctatus живе в низинних районах як у тропічних первинних, так і вторинних лісах, у невеликих лісових насадженнях, а також у саванах та на відкритих територіях. Тварину, ймовірно, також можна знайти в сильно змінених середовищах існування.